# Franklin Lewis
Franklin Lewis (Haarlem, 19 aprile 1999) è un calciatore olandese, di Aruba, centrocampista del Koninklijke HFC e della nazionale arubana.

## Carriera

### Club
Cresciuto nel settore giovanile del Koninklijke HFC, ha esordito in prima squadra il 7 ottobre 2017, disputando l'incontro di campionato vinto per 5-1 contro il Barendrecht. Il 19 maggio 2018 realizza la sua prima rete in campionato, nell'incontro vinto per 1-2 sul campo del Katwijk.

### Nazionale
Il 3 giugno 2022 ha esordito con la nazionale arubana, giocando l'incontro pareggiato per 0-0 contro Saint-Martin, valido per la CONCACAF Nations League 2022-2023.

## Statistiche

### Presenze e reti nei club
Statistiche aggiornate al 4 giugno 2022.
| Stagione        | Squadra         | Campionato      | Campionato | Campionato | Coppe nazionali | Coppe nazionali | Coppe nazionali | Coppe continentali | Coppe continentali | Coppe continentali | Altre coppe | Altre coppe | Altre coppe | Totale | Totale |
| Stagione        | Squadra         | Comp            | Pres       | Reti       | Comp            | Pres            | Reti            | Comp               | Pres               | Reti               | Comp        | Pres        | Reti        | Pres   | Reti   |
| --------------- | --------------- | --------------- | ---------- | ---------- | --------------- | --------------- | --------------- | ------------------ | ------------------ | ------------------ | ----------- | ----------- | ----------- | ------ | ------ |
| 2017-2018       | Koninklijke HFC | 2D              | 17         | 1          | CO              | 0               | 0               |                    | -                  | -                  |             | -           | -           | 17     | 1      |
| 2018-2019       | Koninklijke HFC | 2D              | 18         | 5          | CO              | 2               | 1               |                    | -                  | -                  |             | -           | -           | 20     | 6      |
| 2019-2020       | Koninklijke HFC | 2D              | 21         | 1          | CO              | 1               | 0               |                    | -                  | -                  |             | -           | -           | 22     | 1      |
| 2020-2021       | Koninklijke HFC | 2D              | 3          | 0          | CO              | 1               | 0               |                    | -                  | -                  |             | -           | -           | 4      | 0      |
| 2021-2022       | Koninklijke HFC | 2D              | 18         | 0          | CO              | 1               | 0               |                    | -                  | -                  |             | -           | -           | 19     | 0      |
| Totale carriera | Totale carriera | Totale carriera | 77         | 7          |                 | 5               | 1               |                    | -                  | -                  |             | -           | -           | 82     | 8      |

### Cronologia presenze e reti in nazionale
| Cronologia completa delle presenze e delle reti in nazionale ― Aruba | Cronologia completa delle presenze e delle reti in nazionale ― Aruba | Cronologia completa delle presenze e delle reti in nazionale ― Aruba | Cronologia completa delle presenze e delle reti in nazionale ― Aruba | Cronologia completa delle presenze e delle reti in nazionale ― Aruba | Cronologia completa delle presenze e delle reti in nazionale ― Aruba | Cronologia completa delle presenze e delle reti in nazionale ― Aruba | Cronologia completa delle presenze e delle reti in nazionale ― Aruba |
| Data                                                                 | Città                                                                | In casa                                                              | Risultato                                                            | Ospiti                                                               | Competizione                                                         | Reti                                                                 | Note                                                                 |
| -------------------------------------------------------------------- | -------------------------------------------------------------------- | -------------------------------------------------------------------- | -------------------------------------------------------------------- | -------------------------------------------------------------------- | -------------------------------------------------------------------- | -------------------------------------------------------------------- | -------------------------------------------------------------------- |
| 3-6-2022                                                             | The Valley                                                           | Saint-Martin                                                         | 0 – 0                                                                | Aruba                                                                | CONCACAF Nations League 2022-2023 - Fase a gironi                    | -                                                                    | 84’                                                                  |
| Totale                                                               |                                                                      | Presenze                                                             | 1                                                                    |                                                                      | Reti                                                                 | 0                                                                    |                                                                      |